# Luperina irritaria
Luperina irritaria là một loài bướm đêm trong họ Noctuidae.